# Primula elizabethiae
Primula elizabethiae är en viveväxtart som beskrevs av Frank Ludlow och William Wright Smith. Primula elizabethiae ingår i släktet vivor, och familjen viveväxter. Inga underarter finns listade i Catalogue of Life.